# Reserva natural de uso múltiple Isla Botija
La reserva natural de uso múltiple Isla Botija es un área natural protegida de nivel provincial, ubicada en el delta del río Paraná correspondiente al sector insular del partido de Zárate, al nordeste de la provincia de Buenos Aires, en el centro-este de la Argentina. En el año 2010 fue ratificada mediante una ley provincial el área bajo protección.

## Características generales
El área refiere a una isla zarateña del bajo delta del río Paraná, situada sobre el río Paraná Guazú, a unos 15 kilómetros aguas arriba del puente de la ruta nacional 12, entre este curso fluvial y el río Pasaje Talavera.Se denominó en algunas cartas náuticas como isla Falsa Botija (llamada así desde 2008) a la isla mayor que rodea la isla Botija,aunque para los lugareños por 100 años ha sido isla Talavera, en referencia al río que la circunda en su mayor longitud. Son suelos inundables, en especial por la crecientes del río Paraná.
Esta reserva fue creada por Decreto/ley Provincial Nº 5421 el 23 de abril de 1958, siendo una de las primeras reservas naturales de la Provincia de Buenos Aires. Pero no fue hasta el año 2010 que se ratifico por ley provincial N° 14179 y su decreto reglamentario N° 5421, declarándola como Reserva Natural de Usos Múltiples con 730 hectáreas (datos oficiales) y se designó como Refugio de Vida Silvestre a todos los lotes linderos con la reserva natural y el arroyo Falsa Botija de ambas márgenes, sumando en la actualidad un total aproximado de 4.108 hectáreas de superficie.
Superficie
La superficie conservada varía según los autores, entre 730 hectáreas, 759 o unas 1000 hectáreas.
Actualmente considerando la Ley 14179 Artículo 2º que declara Refugio de Vida Silvestre, complementario a la Reserva e incorpora el islote aluvional sobre el río Paraná Guazú (RF Nº 71) Fracción 178 b, y a los demás lotes de dominio privado situados en Isla Botija, el curso de agua y riberas de los Arroyos Botija y Falsa Botija y los lotes privados que linden con los mismos arroyos suma una superficie aproximada de 4.108 ha.

## Patrimonio biológico
El área refiere a islas deltaicas, con pajonales y bosques de albardón, ecosistemas característicos del delta medio. 

### Flora
Los árboles característicos son el curupí (Sapium haematospermum), el ceibo (Erythrina crista-galli), el sauce criollo (Salix humboldtiana), el aliso de río (Tessaria integrifolia) y laurel de río (Nectandra falcifolia).

### Fauna
Entre sus especies faunísticas destacan mamíferos, como el carpincho, la nutria roedora o coipo, y la mulita grande (Dasypus novemcinctus).

## Población humana
En esta isla en la actualidad habitan de forma permanente apenas tres familias, integradas fundamentalmente a sus tres centros escolares; originalmente se situaba sólo una  escuela primaria  N° 32 “Almafuerte” con una matrícula media es de 75 que puede superar los 100 alumnos o a causa de las inundaciones del Paraná causar una baja notoria. Modernamente a esta se le anexó una escuela secundaria (la ESB N° 20) la cual posee orientación en Ciencias Naturales y Medio Ambiente dando continuidad a los estudios y finalmente se creó el Jardín de Infantes 922. La matrícula escolar de ambas está formada por alumnos que viven en las islas junto a sus padres y familias, los que se dedican a las tareas isleñas. En esta escuelas de islas los niños  desayunan y almuerzan, por lo que estos centros educacionales constituyen un lugar de referencia para la comunidad isleña. En estas escuelas no viven docentes, tiene una cooperadora, y estrecha relación con el servicio de guardaparques de la reserva natural.